# Signochrysa mira
Signochrysa mira är en insektsart som först beskrevs av Navás 1914.  Signochrysa mira ingår i släktet Signochrysa och familjen guldögonsländor. Inga underarter finns listade i Catalogue of Life.